# Cinzia (fumetto)
Cinzia è un romanzo grafico a fumetti di Leo Ortolani pubblicato da BAO Publishing nel 2018, avente come protagonista il personaggio di Cinzia Otherside.
Nonostante il personaggio eponimo appartenga all'universo fumettistico di Rat-Man, nella storia non è presente il supereroe.

## Trama
Cinzia è una donna trans che non riesce a trovare lavoro o riconoscimento all'interno della società. Quando riesce a essere assunta, rinunciando alla sua natura e mantenendo nome e aspetto da uomo, scopre di trovarsi all'interno di un'associazione in difesa dei valori tradizionali e contro ogni diversità. Tuttavia si innamora del suo collega Thomas, eterosessuale e in procinto di sposarsi. Per cercare di avvicinarlo finge di avere una sorella gemella, e comincia a uscire con lui come Cinzia, con le fattezze femminili. Alla fine Thomas le rivela di essere omosessuale e possono così concretizzare la loro relazione. Tuttavia, Cinzia si rende conto che la sua vera natura non è quella di un uomo, amato da Thomas, ma di una donna, e alla fine lo lascerà per vivere la sua vita rimanendo fedele a sé stessa.

## Accoglienza
(Licia Troisi dalla prefazione a Cinzia)
Cinzia ha ottenuto recensioni generalmente positive da parte della critica fumettistica.
Grandi lodi sono arrivate anche da Mangaforever, che ha trovato un Ortolani «in autentico stato di grazia», e da Esquire, il quale lo ha definito «forse uno dei migliori che sono stati fatti, scritti e disegnati, negli ultimi anni» e «la quintessenza di quello che, in teoria (e in questo caso: in pratica), dovrebbe essere un grandissimo fumetto».
Lo Spazio Bianco l'ha definito «in tutto e per tutto un lavoro maturo, che non presenta sbavature e nel quale non mancano passaggi di intensità emotiva, le risate e la musica, ma al quale l'autore ha aggiunto una riflessione profonda su quale sia il rapporto tra volontà di affermarsi e diritto ad esserlo, tra vissuto e percepito». Questa capacità di mescolare il comico con l'impegnato è stata sottolineata anche da Lega Nerd, secondo cui Ortolani è riuscito a «condensare tutta l'essenza del suo modo di scrivere, divertendo con le tante gag sempre dal ritmo perfetto [...] ma colpendo la nostra sensibilità ad ogni giro di pagina». BadTaste invece, pur apprezzando l'opera e l'uso della parte comica e drammatica, ha trovato uno spazio eccessivo per qualche gag.
Ortolani ha rivelato di avere ricevuto molti complimenti da parte della comunità LGBT per come fosse riuscito a rappresentare quel mondo, anche se ci sono state alcune critiche sull'eccessivo uso di battute sui genitali, «argomento piuttosto problematico» per le persone trans.

## Eredità
Il volume è stato tradotto in francese e pubblicato in Francia da Steinkis a novembre 2019.
La storia è stata poi adattata da Nicola Zavagli in una versione teatrale, che ha debuttato al Lucca Comics & Games 2019. Lo spettacolo ha suscitato perplessità da parte dell'opposizione comunale di Lucca, che non è rimasta convinta del tema della transessualità e della cosiddetta teoria del gender; gli organizzatori della manifestazione hanno però sottolineato come tra i temi del festival ci fosse proprio la diversità.
Nel 2023, Fabula Pictures ha annunciato di averne acquisito i diritti.